# Eparchia Klużu-Gherli
Eparchia Klużu-Gherli – eparchia Rumuńskiego Kościoła Greckokatolickiego. Powstała w 1853 pod nazwą diecezja Gherli, Armenopoli, Szamos-Ujvár. Od 1930 nosi obecną nazwę.

## Biskupi diecezjalni
- Ioan Alexi † (1854–1863)
- Ioan Vancea † (1865–1868)
- Mihail Pavel † (1872–1879)
- Ioan Szabó † (1879–1911)
- Vasile Hossu † (1911–1916)
- Iuliu Hossu † (1917–1970)
  - sede vacante (1970–1990)
- Gheorghe Guțiu † (1990–2002)
- Florentin Crihalmeanu † (2002–2021)[1]
- Claudiu-Lucian Pop (od 2021)